# Leden 2011
1. ledna – sobota
- Estonsko vstoupilo do eurozóny, estonskou korunu nahrazuje euro.[1]
- Výbuch bomby před koptským kostelem v egyptské Alexandrii usmrtil 21 lidí a vyvolal pouliční střety mezi křesťany a muslimy.[2]
- Prezidentkou Brazílie se stala Dilma Rousseffová, první žena v brazilském prezidentském úřadu v historii.[3]
- Slovenský rozhlas a Slovenská televize byly sloučeny do Rozhlasu a televize Slovenska.[4]

2. ledna – neděle
- Austrálie je od druhé poloviny prosince 2010 sužována rozsáhlými záplavami, zatopené území odpovídá ploše Francie a Německa. Jedná se o největší záplavy v této oblasti za posledních 50 let. Své domovy muselo opustit nejméně 200 000 lidí.[5]

4. ledna – úterý
- Z větší části Evropy, severní Afriky a západní Asie bylo viditelné částečné zatmění Slunce.[6]
- Wiktionary-logo-cs Česká edice Wikislovníku dosáhla hranice 20 tisíc slovníkových hesel.[7]

8. ledna – sobota
- Zemřel český politik Jiří Dienstbier.[8]
- Dvaadvacetiletý Jared Lee Loughner zaútočil na politické shromáždění demokratů ve městě Tucson v Arizoně. Střelba zranila také členku amerického Kongresu Gabrielle Giffordsovou, útok si vyžádal šest obětí.[9][10]

9. ledna – neděle
- V Jižním Súdánu začalo referendum o osamostatnění této autonomní oblasti.[11]

12. ledna – středa
- V dopoledních hodinách hodil útočník na tuniské velvyslanectví v Bernu zápalné bomby, které však nevybuchly a nepůsobily velké škody a zranění.[12]

13. ledna – čtvrtek
- Stát Rio de Janeiro v jihovýchodní Brazílii zasáhly během několika posledních dnů silné záplavy a sesuvy půdy, které si vyžádaly nejméně 800 obětí a značné materiální škody.[13]

14. ledna – pátek
- V Tunisku v reakci na násilné protesty proti stoupajícím cenám a nezaměstnanosti, které trvají již několik měsíců, prezident Zín Abidín bin Alí rozpustil vládu i parlament, načež odletěl ze země a jeho funkci převzal premiér Muhammad Ghannúší. V zemi byl vyhlášen výjimečný stav, uzavřen vzdušný prostor a vydán zákaz shromažďování a nočního vycházení.[14]

15. ledna – sobota
- Předseda tuniského parlamentu Fuád Mebazá převzal funkci úřadujícího prezidenta.

17. ledna – pondělí
- Prezident republiky Václav Klaus jmenoval Tomáše Chalupu novým ministrem životního prostředí Nečasovy vlády.[15]

18. ledna – úterý
- Bývalý haitský diktátor Jean-Claude Duvalier byl zadržen a obviněn z řady zločinů, když po 25letém exilu navštívil svoji domovinu.[16]
- Ve věku 95 let zemřel americký politik Sargent Shriver, první ředitel Mírových sborů, nezávislé federální agentury USA.[17]

21. ledna – pátek
- Byly zveřejněny první neúplné oficiální výsledky referenda o osamostatnění Jižního Súdánu. Podle nich téměř 99 % obyvatel hlasovalo pro odtržení.[18]

23. ledna – neděle
- Portugalský prezident Aníbal Cavaco Silva obhájil svůj mandát již v prvním kole prezidentských voleb, když obdržel 53 % hlasů.[19]

24. ledna – pondělí
- Při sebevražedném útoku na mezinárodním moskevském letišti Domodědovo bylo zabito 35 a zraněno 136 lidí.[20]
- Ministr vnitra Radek John jmenoval policejním prezidentem Petra Lessyho.[21]

27. ledna – čtvrtek
- Nejrozsáhlejí protivládní protesty za třicetileté vlády egyptského prezidenta Husního Mubaraka si vyžádaly již 6 obětí na lidských životech a policie zatkla asi tisíc lidí.[22]

28. ledna – pátek
- V Praze po dvou letech opět úřaduje americký velvyslanec – Norman Eisen, když dnes předal na Hradě pověřovací listiny Václavu Klausovi.[23]

29. ledna – sobota
- Egyptský prezident Husní Mubarak rozpustil vládu a slíbil reformy, tisíce demonstrantů ovšem nadále požaduje také rezignaci samotného prezidenta.[24]
- Český krasobruslař Tomáš Verner vybojoval na Mistrovství Evropy v krasobruslení 2011 v Bernu bronzovou medaili.[25]
- Při srážce osobního a nákladního vlaku u města Oschersleben nedaleko Magdeburgu v Sasku-Anhaltsku zahynulo 10 lidí, 18 bylo těžce a 25 lehce zraněno.[26]

30. ledna – neděle
- Cyklokrosař Zdeněk Štybar obhájil titul mistra světa v cyklokrosu v německém St. Wendelu.[27]
- Ve věku 78 let zemřel anglický hudební skladatel John Barry, který napsal hudbu k některým filmům o Jamesi Bondovi.[28]

31. ledna – pondělí
- Egyptský prezident Mubarak jmenoval novou vládu.[29]
- V Moravskoslezském kraji vypukla chřipková epidemie.[30][nedostupný zdroj]